# Арондисман
Арондисма́н (фр. arrondissement) — округ во Франции, Бельгии, некоторых других франкоязычных странах и Нидерландах.

## Франция
Во Франции существует два типа административного деления территорий, содержащего в составе одно и то же ключевое французское слово аррондисма́н (фр. arrondissement), которые не следует путать. Оба понятия относятся к административно-территориальному делению Франции:
- Муниципальный округ (фр. arrondissement municipal) — единица административно-территориального деления трёх крупнейших французских городов: Парижа (с 1795 года)[2], Лиона (с 1852 года)[3] и Марселя (с 1946 года).

- Округ (фр. arrondissement) — единица административно-территориального подразделения департамента во Франции. Округ является административной единицей государства, объединяющей несколько городских или сельских поселений. Административным центром округа является населённый пункт, где расположен представительный орган этого муниципального образования — супрефектура. Управление супрефектурой выполняет супрефект, подчиняющийся префекту, обеспечивающему административный контроль округов, входящих в его департамент. В 101 французском департаменте насчитывается 342 округа. Столица округа называется супрефектурой. Если главный город округа является одновременно столицей департамента, то он имеет статус префектуры. Округа делятся на кантоны и коммуны.

## Бельгия
Бельгия является федеративной страной, которая географически состоит из трёх регионов: Фландрия, Валлония и Брюссельский столичный регион. Первые два региона делятся на пять провинций, а Брюссельский столичный регион делится на 19 коммун
В Бельгии существует 43 административных, 27 судебных и 13 избирательных округов (арондисманов). Расположение этих не всегда совпадает с идентичными географическими округами.

## Прочие страны

### Европа
Нидерланды: Арондисманами называются судебные округа, включающие несколько общин.
 Швейцария: С 2010 года округа в кантоне Берн официально именуются на французском языке.

### Америка
Гаити: 9 департаментов страны подразделяются на 41 аррондисман.
 Канада: В Квебеке город Монреаль подразделяется на 9 арондисманов.

### Африка
Некоторые африканские страны, которые были когда-то французскими колониями, сохранили французские названия округов:
 Бенин: Департаменты подразделяются на коммуны, которые в свою очередь подразделяются на аррондисманы.
 Джибути: Округа имеются только в городе Джибути, который разделен на шесть округов.
 Камерун: Департаменты подразделяются на арондисманы, которые в свою очередь подразделяются на городские и сельские коммуны.
 Мали: Серкли подразделяются на аррондисманы.
 Нигерия: С 1962 и 2002 нигерийские департаменты были разделены на округа. С 2002 года они были переименованы в департаменты, а департаменты — в регионы.
 Республика Конго: Округа имеются в городе Браззавиль, который разделен на семь округов.
 Сенегал: Департаменты подразделяются на арондисманы.
 Чад: С 2002 года округа имеются только в городе Нджамене, который разделен на 10 муниципальных округов.